# Îles Salomon
Pour les articles homonymes, voir Îles Salomon (homonymie) et Salomon.
Îles Salomon
(en) Solomon Islands 

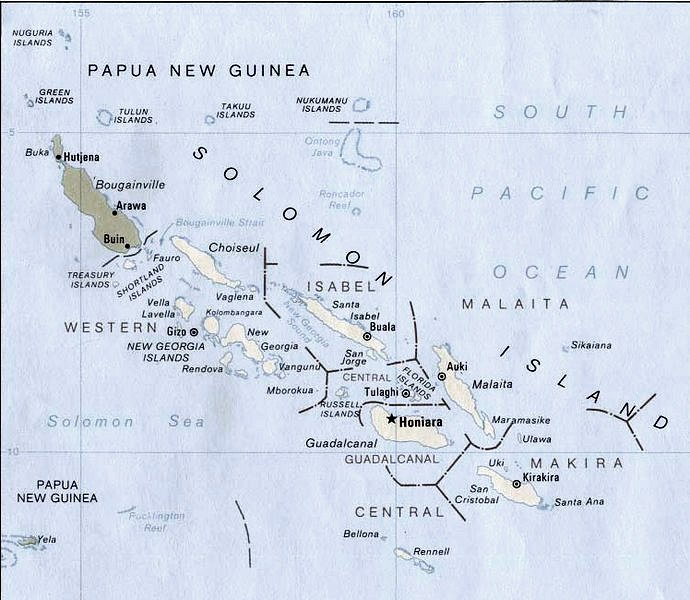
Archipel des îles Salomon

Les Îles Salomon (en anglais : Solomon Islands), parfois simplement appelées les Salomon, sont un État de Mélanésie situé à l'est-sud-est de la Papouasie-Nouvelle-Guinée. C'est une monarchie constitutionnelle et parlementaire membre du Commonwealth.
Les îles qui composent ce pays se trouvent essentiellement dans l'océan Pacifique, en mer des Salomon et en mer de Corail (îles Santa Cruz et îles Duff). Cet État mélanésien est constitué d’une douzaine d’îles principales et de près d'un millier d'îles plus petites se répartissant sur trois archipels : l'archipel des îles Salomon pour la majorité du pays, les îles Santa Cruz et les îles Duff pour la province de Temotu.
Cet État de Mélanésie conserve encore son nom colonial, contrairement au Vanuatu, voisin, qui s'appelait avant 1980 les Nouvelles-Hébrides. Il doit faire face à d'importantes difficultés économiques et politiques depuis son indépendance.

## Histoire
Archipel de l’Océanie proche (c’est-à-dire des îles qui, pour la plupart, sont intervisibles, ce qui facilite la navigation entre elles), il est peuplé dès la première phase d’expansion de la culture océanienne Lapita, par des populations qualifiées sans doute à tort de Mélanésiennes par Jules Dumont d'Urville en 1831 parce qu’elles sont d'étroites parentes de toutes les populations austronésiennes voisines, et dont rien, du point de vue linguistique et culturel, ne les distingue. Plus proches du foyer initial (situé dans les îles de l'Amirauté), elles sont sans doute parmi les plus fragmentées, surtout du point de vue linguistique. En revanche, aucune parenté étroite n’existe avec les Papous.
Le Royaume-Uni établit un protectorat sur les îles Salomon dans les années 1890, dans le cadre de la Commission du Pacifique occidental, et face à l'expansion coloniale allemande dans cette région notamment en Nouvelle-Guinée et aux Samoa.
De très durs combats ont lieu dans ces îles entre les États-Unis et le Japon durant la Seconde Guerre mondiale (Campagne des îles Salomon).
L’autonomie est accordée le 2 janvier 1976 et l’indépendance est proclamée le 7 juillet 1978. Peter Kenilorea devient le premier dirigeant du pays.
En 1986, l’archipel fait appel à l’aide internationale après avoir été dévasté par un cyclone tropical.

### XXIesiècle
En juillet 2003, le gouverneur général des Salomon demande officiellement l'aide internationale.
Un important contingent international de sécurité, baptisé RAMSI, commandés par l’Australie et la Nouvelle-Zélande, composé de soldats et de policiers, et avec des représentants d’une vingtaine d’autres nations du Pacifique dont les Tonga, les îles Fidji et de la Papouasie-Nouvelle-Guinée, commence à se déployer en août 2003, sous le nom d'opération « Helpem Fren » (terme signifiant « aider un ami » en pidgin local). Cette force régionale d’assistance est aujourd’hui contestée. Michael Maina, le ministre salomonais de la Police, estime début 2005 que cette force doit être passée en revue en raison de « graves carences ». En revanche, Peter Noble, un Néo-Zélandais, adjoint au « coordinateur spécial » de la RAMSI, quitte ses fonctions en étant chaleureusement félicité par sir Allan Kemakeza. Le coordinateur actuel est un Australien, James Batley, un diplomate de carrière. La mort d’un jeune policier australien, abattu par balles début décembre 2004, a provoqué l’envoi d’une compagnie d’une centaine d’hommes.
Le 2 avril 2007, l’archipel est frappé par un violent séisme suivi d’un tsunami (séisme de 2007 aux Îles Salomon). Un nouveau séisme, de magnitude Mw 8, frappe le pays le 6 février 2013 (Séisme de 2013 aux Îles Salomon).
Les problèmes actuels qui mettent en cause la viabilité de cet archipel sont, entre autres : le déficit budgétaire, la déforestation et le paludisme. Le mécontentement continu de la population mène à un arrêt presque complet de l'activité normale ; les fonctionnaires restent impayés pendant des mois et les réunions du cabinet doivent être tenues dans le secret pour empêcher des seigneurs de guerre locaux de s’y mêler.
En 2017, les Îles Salomon signent avec l'Australie un traité de sécurité bilatéral.
En novembre 2021 éclatent des émeutes motivées par les difficultés économiques, leur aggravation par la pandémie de Covid-19 et par la rivalité entre les îles de Malaita, qui se considèrent comme abandonnées et de Guadalcanal, siège de la capitale Honiara. Elles visent notamment le quartier chinois de celle-ci, les tensions s'étant aggravées en 2019 lorsque le gouvernement a décidé de reconnaître la Chine et non plus Taïwan.
En avril 2022, la Chine annonce avoir signé un accord de sécurité avec les îles Salomon, ce qui fait craindre à l'Australie et aux États-Unis l'implantation de bases militaires chinoises.

## Politique
Les Îles Salomon sont une démocratie parlementaire fondée sur le système de Westminster — c'est-à-dire largement inspirée du modèle politique britannique. Les Îles Salomon étant l'un des quinze royaumes du Commonwealth, le chef d'État est actuellement[Quand ?] Charles III. La monarchie salomonaise se trouve en état d'union personnelle avec la monarchie britannique, le monarque britannique portant ainsi la Couronne salomonaise. Les fonctions du monarque, en son absence, sont délégués à un gouverneur général, nommé par le roi sur recommandation du Parlement. Les fonctions du monarque et du gouverneur général sont cérémonielles et symboliques.
Le chef du gouvernement est un Premier ministre, élu par le Parlement, et qui gouverne tant qu'il dispose du soutien d'une majorité des députés.
Le Parlement national est un organe monocaméral composé de cinquante députés élus dans autant de circonscriptions au suffrage universel, tous les quatre ans ou à la suite d'une dissolution, et d'un président (speaker) choisi en dehors du Parlement par les députés.

### Subdivisions administratives
Les Salomon sont divisées en neuf provinces Centrale, Choiseul, Guadalcanal, Isabel, Makira-Ulawa, Malaita, Rennell et Bellona, Temotu et Occidentale, chacune dirigée  par une assemblée provinciale élue. S'ajoute aux provinces le territoire abritant la capitale, Honiara, gouverné par un conseil municipal indépendamment de toute province.
La province de Temotu, située dans les îles Santa Cruz, est la seule à ne pas dépendre géographiquement de l'archipel des îles Salomon.

### Instabilité politique et corruption
En raison de la multitude de partis politiques, auxquels les députés s'attachent parfois de manière temporaire et qui ne sont pas fondés sur des différences de programme nettes et pérennes, les gouvernements sont composés de coalitions regroupant plusieurs partis ainsi que des députés sans étiquette. Ces coalitions sont souvent instables ; il est fréquent que des membres du gouvernement rejoignent l'opposition, ou vice-versa, provoquant une chute du gouvernement en cours de mandat.
En 2017, un rapport de Transparency International qualifie l'archipel de « très corrompu ».
La corruption et l'instabilité gouvernementale rendent difficile l'action de l'État en réponse aux catastrophes naturelles et crises économiques.

## Économie
L'économie de subsistance est le secteur économique le plus important. La majeure partie de la population dépend de l’agriculture, de la pêche et de la sylviculture pour au moins une partie de leur vie.
La plupart des produits manufacturés et des produits pétroliers doivent être importés.
Les îles sont riches en ressources minérales peu exploitées telles que le plomb, le zinc, le nickel et l’or.

### Crise économique depuis la fin des années 1990
Les problèmes économiques en Asie du Sud-Est ont mené à une diminution brusque de l’industrie du bois de construction et le rendement économique a diminué d’environ 10 % en 1998.
Le gouvernement a institué des réductions de salaire dans le service public et d’autres secteurs[Quand ?]. L’économie a partiellement repris en 1999 grâce à la montée des prix de l’or sur le marché mondial et la première année complète d’exploitation de la mine Gold Ridge. Cependant, dans le milieu de l’année, la fermeture de la principale plantation de palmier à huile du pays jette une ombre sur de futures perspectives. La situation politique désastreuse n’est pas de nature à faciliter la croissance économique.

### Déforestation
Plus de 100 000 alertes de déforestation sauvage ont déjà été lancées, la Chine étant au cœur de cette crise selon Bill Laurance, professeur d’écologie tropicale à l’université James-Cook[réf. nécessaire].

## Géographie

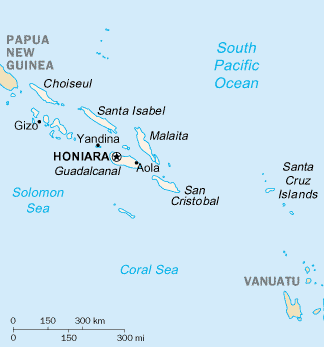
Carte des Salomon.

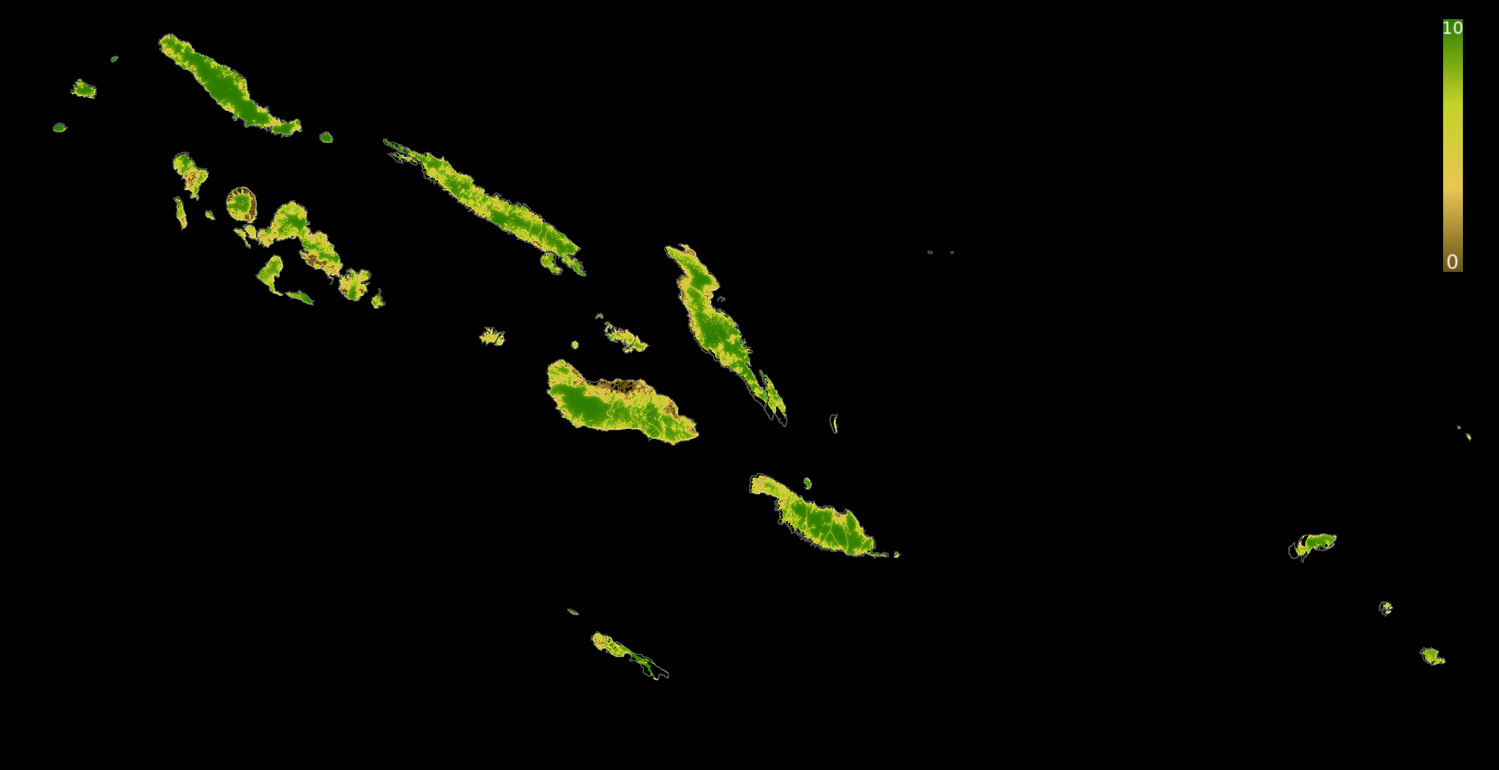
Les Salomon avaient un score moyen de l'Indice d'intégrité du paysage forestier 2019 de 7.19, le classant 48e sur 172 pays.

Les Îles Salomon se  répartissent sur trois archipels : celui des îles Salomon, partagé avec la Papouasie-Nouvelle-Guinée, situé au nord-ouest, celui des îles Santa Cruz, situé au sud-est et, plus à l'est, celui des îles Duff. Ces deux derniers archipels sont occupés par une grande partie de la province de Temotu. Le reste du pays est situé dans l'archipel des Salomon. Le pays est situé en Océanie, dans l'ensemble géographique appelé Mélanésie où il occupe plusieurs espaces maritimes. Au nord-ouest, les plus grandes îles,  Choiseul, Santa Isabel, Malaita et San Cristóbal se situent dans l'océan Pacifique Sud ; on trouve en mer des Salomon les îles Shortland,  l'archipel de la Nouvelle-Géorgie, les îles Russell, les îles Florida ou îles Nggela, Guadalcanal, Bellona et  Rennell. En mer de Corail se trouvent Santa Ana et Santa Catalina ; puis plus loin vers l'est-sud-est les îles Santa Cruz et Duff. Encore plus éloignées vers l'est, Tikopia, Anuta et Fatutaka sont situées dans l'océan Pacifique sud. Par ailleurs, ce dernier borde de tous côtés l'atoll de Sikaiana, qui se retrouve isolé à 196 km à l'est-nord-est de l'île de Malaita.
La distance entre la pointe nord de l'île Choiseul et l'extrémité sud de Vanikoro est d’environ 1 286 kilomètres. Au sud-est, les îles Santa Cruz, qui se situent au nord du Vanuatu, sont particulièrement isolées, à 142 kilomètres des îles Duff, mais à environ 370 kilomètres de l'extrémité sud de San Cristobal. L'île la plus australe du pays est l'île Rennell. Des volcans avec des degrés variables d’activité sont situés sur certaines des plus grandes îles, alors que plusieurs des îles les plus petites sont simplement des atolls minuscules recouverts de sable et de cocotiers.
Au nord-ouest de l’archipel, l'île Buka, l’île Bougainville et d'autres petites îles liées sont incluses géographiquement dans l'archipel des Salomon  (d'où leur nom anglais de North Solomons), bien que politiquement elles soient rattachées à la Papouasie-Nouvelle-Guinée avec un statut d'autonomie depuis 2004.

## Démographie

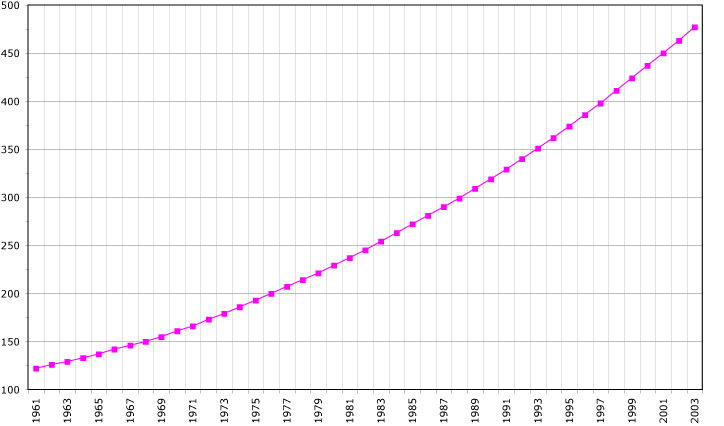
Évolution de la démographie entre 1961 et 2003 (chiffre de la FAO, 2005). Population en milliers d'habitants.

Les Salomon comptent 667 000 habitants en 2018, soit une densité de 23 hab./km2. La croissance démographique est alors de 2,1 %.
Les îles les plus peuplées sont à cette date celles de Malaita (155 000) et de Guadalcanal (237 000). Honaira, la capitale, sur l'île de Guadalcanal, compte 216 000 habitants. Aucune autre ville ne dépasse 10 000 habitants.

### Langues
La langue officielle des Salomon est l'anglais. La langue la plus répandue est le pijin des Salomon, proche du bichelamar parlé au Vanuatu.
De nombreuses langues méso-mélanésiennes (une soixantaine, environ 90 % de la population) natives y sont parlées, ainsi que quatre langues papoues, quelques langues polynésiennes ou encore le gilbertin, langue micronésienne.

### Religions
Selon le Pew Research Center, en 2010, 97,4 % des habitants des Îles Salomon sont chrétiens, principalement protestants (76,6 %) et dans une bien moindre mesure catholiques (19 %). De plus, 1,3 % de la population pratique une religion populaire.
Selon les chiffres du recensement de 2019, la proportion des chrétiens au sein de la population est de 92 % dont 32 % d'anglicans, 20 % de catholiques, 10 % de méthodistes, 12 % adventistes. En outre, l'archipel compte une communauté Baha’i et environ 1 000 musulmans.

## Santé
Présence active d'un paludisme à plasmodium falciparum.

## Culture

### Médias

#### Journaux
Il existe un quotidien, le Solomon Star, un site Internet quotidien d'informations en ligne, Solomon Times Online (www.solomontimes.com), deux hebdomadaires, Solomon's Voice et Solomon Times, et deux mensuels, Agrikalsa Nius et Citizen's Press.

#### Radio
La radio est le type de média le plus influent aux Îles Salomon en raison des différences linguistiques, de l'analphabétisme et de la difficulté de recevoir les signaux de télévision dans certaines régions du pays.
La Solomon Islands Broadcasting Corporation (SIBC) exploite des services de radio publique, notamment les stations nationales Radio Happy Isles 1037 sur les ondes moyennes et sur la FM : Wantok FM 96.3 et les stations provinciales Radio Happy Lagoon anciennement, Radio Temotu. Il y a deux stations FM commerciales, Z FM sur 99,5 Mhz à Honiara mais recevable sur une grande majorité de l'île en dehors de Honiara, et PAOA FM sur 97,7 Mhz à Honiara (diffusant également sur 107,5 Mhz à Auki), et une station de radio FM communautaire, Gold Ridge FM sur 88,7 Mhz.

#### Télévision
Il n’existe pas de service de télévision qui couvre l’ensemble des Îles Salomon et elle est seulement disponible dans les six centres principaux de quatre provinces sur neuf.
Les chaînes de télévision par satellite peuvent être reçues.
À Honiara, il existe un service de télévision numérique et en ligne analogique HD gratuit appelé Telekom Television Limited, exploité par la Solomon Telekom Co Ltd et rediffusé sur un certain nombre de services de télévision régionales voir internationales comme : ABC Australia et BBC World News.
Les résidents peuvent également s'abonner à SATSOL, un service de télévision numérique payant, retransmettant la télévision par satellite.
La Solomon Islands Broadcasting Corporation compte lancer une chaîne de télévision nationale « à temps pour les 17e Jeux du Pacifique en novembre 2023 » à Honiara, avec l'aide de l'entreprise néo-zélandaise MMG Communications,.

#### Censure depuis 2022
En 2022, le gouvernement très controversé du Premier ministre Manasseh Sogavare critique la société publique de radiodiffusion australienne, la Australian Broadcasting Corporation (ABC), pour sa couverture des relations entre le gouvernement Sogavare et la république populaire de Chine. La ABC répond que son reportage a simplement rapporté le point de vue d'habitants des îles. Le gouvernement Sogavare a par ailleurs un temps envisagé d'interdire l'entrée de journalistes étrangers qui ne respecteraient pas les attentes du gouvernement, ainsi que d'interdire Facebook qui est un moyen d'accès des Salomonais à des points de vue hostiles au gouvernement,,.
En 2022, le gouvernement Sogavare accuse la Solomon Islands Broadcasting Corporation (la société publique nationale de radiodiffusion) de trop donner la parole à des personnalités de l'opposition parlementaire, et abroge en juin, sans consultations, le statut d'entreprise publique de la SIBC. Il place ainsi la SIBC sous le contrôle direct du gouvernement, tout en promettant de respecter son indépendance éditoriale et de ne pas exercer de censure. Le comité de direction de la SIBC est toutefois désormais nommé par le Premier ministre, et dès la fin juillet, le gouvernement censure la SIBC en lui ordonnant de ne pas diffuser de « points de vue critiquant le gouvernement ». La Fédération internationale des journalistes condamne cette prise de contrôle de la SIBC par le gouvernement.

### Musique

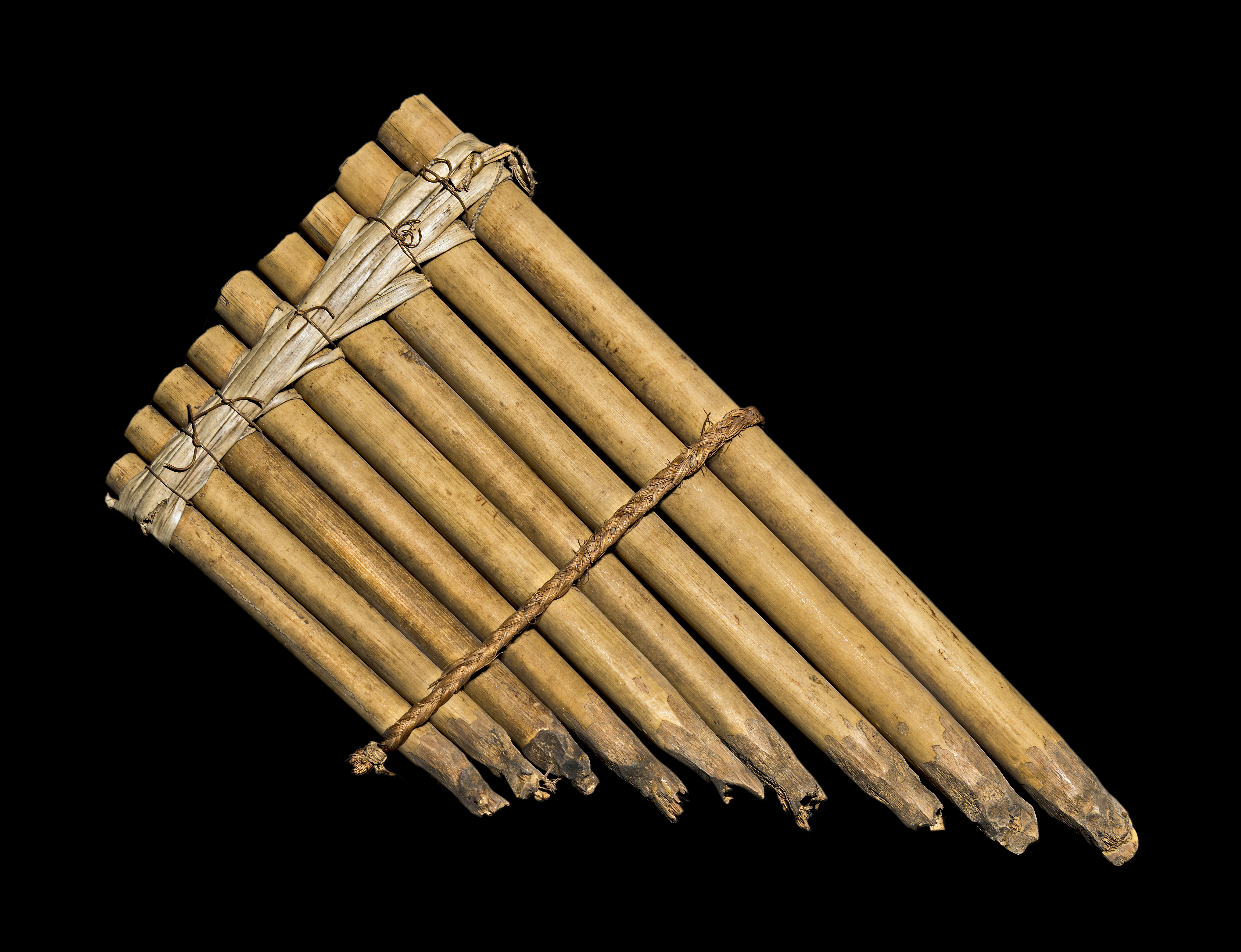
Flûte de pan traditionnelle du XIXe siècle (MHNT).

Très présente dans la culture traditionnelle, la musique repose sur de grands ensembles de flûtes de pan.
| Date      | Nom français           | Nom local | Remarques                                                  |
| --------- | ---------------------- | --------- | ---------------------------------------------------------- |
| 7 juillet | jour de l'indépendance |           | indépendance accordée par le Royaume-Uni le 7 juillet 1978 |

### Artistes salomoniens
- Rexford Orotaloa (né en 1956), écrivain.

## Culture populaire
La plateforme d'entraînement à la maison et jeu vidéo Zwift a recréé des parcours de cyclisme et de course à pied virtuels sur ces îles, renommées Watopia.